# 佐藤伸樹
佐藤 伸樹（さとう のぶき）は、日本の財務官僚。

## 来歴
東京大学法学部卒業。東大法学部在学中に国家公務員一種試験（法律）に合格。1997年 大蔵省入省（銀行局調査課）。
財務省大臣官房秘書課財務官室課長補佐、大臣官房秘書課長補佐（副大臣秘書官）、主計局主計官補佐（司法・警察係主査）などを務める。
2015年7月 厚生労働省医政局総務課医療政策企画官。2017年7月10日 大臣官房企画官兼内閣官房副長官補付企画官兼内閣官房健康・医療戦略室企画官兼内閣府国立研究開発法人日本医療研究開発機構担当室企画官。
2018年4月1日 大臣官房付兼内閣官房内閣参事官（内閣官房副長官補付）兼内閣官房健康・医療戦略室参事官兼内閣府日本医療研究開発機構・医療情報基盤担当室参事官。同年7月17日 東京国税局調査第一部長。2019年6月28日 外務省在中国日本大使館参事官。
2021年6月21日 大臣官房付。同年7月1日 内閣府政策統括官（経済財政運営担当）付参事官（予算編成基本方針担当）兼内閣府道州制特区担当室参事官兼内閣府地域経済活性化支援機構担当室参事官兼内閣府政府調達苦情処理対策室次長兼内閣府政策統括官（経済財政運営担当）付参事官（産業・雇用担当）兼内閣府地域就職氷河期世代支援加速化事業推進室参事官兼内閣府政策統括官（経済財政運営担当）付参事官（総括担当）兼内閣府プレミアム付商品券事業担当室参事官兼内閣官房内閣参事官（内閣官房副長官補付）。
2023年7月7日 理財局国債企画課長。

## 略歴
- 1997年4月：大蔵省入省（銀行局調査課）[2]。
- 1999年6月：留学（北京大学、ハーバード大学）。
- 2007年7月：財務省大臣官房秘書課財務官室課長補佐。
- 2009年7月：大臣官房秘書課長補佐（副大臣秘書官）[3]。
- 2010年7月：主計局主計官補佐（司法・警察係主査）。
- 2011年7月：金融庁監督局保険課長補佐。
- 2013年6月：国税庁長官官房総務課長補佐。
- 2015年7月：厚生労働省医政局総務課医療政策企画官。
- 2017年7月10日：大臣官房企画官 兼 内閣官房副長官補付企画官 兼 内閣官房健康・医療戦略室企画官 兼 内閣府国立研究開発法人日本医療研究開発機構担当室企画官。
- 2018年4月1日：大臣官房付 兼 内閣官房内閣参事官（内閣官房副長官補付） 兼 内閣官房健康・医療戦略室参事官 兼 内閣府日本医療研究開発機構・医療情報基盤担当室参事官。
- 2018年7月17日：東京国税局調査第一部長。
- 2019年6月28日：外務省在中国日本大使館参事官。
- 2021年6月21日：大臣官房付。
- 2021年7月1日：内閣府政策統括官（経済財政運営担当）付参事官（予算編成基本方針担当） 兼 内閣府道州制特区担当室参事官 兼 内閣府地域経済活性化支援機構担当室参事官 兼 内閣府政府調達苦情処理対策室次長 兼 内閣府政策統括官（経済財政運営担当）付参事官（産業・雇用担当） 兼 内閣府地域就職氷河期世代支援加速化事業推進室参事官 兼 内閣府政策統括官（経済財政運営担当）付参事官（総括担当） 兼 内閣府プレミアム付商品券事業担当室参事官 兼 内閣官房内閣参事官（内閣官房副長官補付）。
- 2023年7月7日：理財局国債企画課長。